# Songs from the Underground
Songs from the Underground er en EP udgivet af Linkin Park i 2008. Songs from the Underground er en samling af sange, der tidligere kun er udgivet gennem Linkin Parks fanklub, Linkin Park Underground.
EP'en indeholder 8 sange, herunder duetten live fra Projekt Revolution 2008 med Chris Cornell og Chester Bennington, på sangen Hunger Strike.

## Tracks
1. Announcement Service Public
2. Qwerty
3. And One
4. Sold My Soul To Yo Mama
5. Dedicated
6. Hunger Strike (live Projekt Revolution 2008) – Chris Cornell feat. Chester Bennington
7. My December (live)
8. Part of Me